# Apicia melenda
Apicia melenda är en fjärilsart som beskrevs av Druce 1892. Apicia melenda ingår i släktet Apicia och familjen mätare. Inga underarter finns listade i Catalogue of Life.